# Лесной фонд
Лесной фонд — природно-хозяйственный объект федеральной собственности, лесных отношений, управления, использования и воспроизводства лесов, представляющий совокупность лесов, лесных и нелесных земель в границах, установленных в соответствии с лесным и земельным законодательством. К лесному фонду относятся все леса, за исключением лесов на землях обороны и городских поселений, а также древесно-кустарниковой растительности на землях сельскохозяйственного назначения, транспорта, населённых пунктов, водного фонда и иных категорий. Земли лесного фонда состоят из лесничеств и лесопарков.
Земли лесного фонда — одна из категорий земель Российской Федерации. 
1. К землям лесного фонда относятся лесные земли и нелесные земли.
2. К лесным землям относятся земли, на которых расположены леса, и земли, предназначенные для лесовосстановления (вырубки, гари, редины, пустыри, прогалины и другие).
3. К нелесным землям относятся земли, необходимые для освоения лесов (просеки, дороги и другие), и земли, неудобные для использования (болота, каменистые россыпи и другие).
4. Границы земель лесного фонда определяются границами лесничеств.